# Partido di Berazategui
Il partido di Berazategui è un dipartimento (partido) dell'Argentina facente parte della Provincia di Buenos Aires. Il capoluogo è Berazategui. Si tratta di uno dei 24 partidos che compongono la cosiddetta "Grande Buenos Aires".

## Geografia antropica

### Suddivisioni amministrative
Il partido di Berazategui è composto da 10 località:
| Località               | Popolazione (2001) |
| ---------------------- | ------------------ |
| Berazategui            | 89.579             |
| Berazategui Oeste      | 77.976             |
| Carlos Tomás Sourigues | 10.387             |
| El Pato                | 6.970              |
| Guillermo E. Hudson    | 43.928             |
| Juan María Gutiérrez   | 13.206             |
| Pereyra                | 1.147              |
| Plátanos               | 15.953             |
| Ranelagh               | 15.262             |
| Villa España           | 13.105             |